# Letesenbet Gidey
Letesenbet Gidey (in amarico ለተሰንበት ግደይ; Endameskel, 20 marzo 1998) è una mezzofondista e maratoneta etiope, campionessa mondiale, e plurimedagliata, dei 10000 metri piani a Oregon 2022, nonché detentrice dei record mondiali dei 15Km e della mezza maratona. Ha detenuto, contemporaneamente, i record mondiali nei 5000 metri piani e 10000 metri piani.

## Biografia
Il 14 giugno 2014, all'età di 16 anni, arriva terza ai campionati nazionali etiopi sui 5000 m piani, vinti da Almaz Ayana, con il tempo di 16'19"30.
Dopo essere stata due volte campionessa del mondo juniores della corsa campestre nel 2015 e 2017, partecipa ai campionati del mondo di atletica leggera di Londra 2017 classificandosi all'undicesimo posto nei 5000 metri piani.
Il 30 marzo 2019 conquista la medaglia di bronzo ai campionati del mondo di corsa campestre di Aarhus.
Il 30 giugno 2019 arriva terza nei 3000 m al Prefontaine Classic, vinti dall'etiope (naturalizzata olandese) Sifan Hassan, precedendo la connazionale Genzebe Dibaba. Con il tempo di 8'20"27, che rappresenta la sua migliore prestazione sulla distanza, e all'epoca rappresentava la settima prestazione di sempre outdoor.
Il 28 settembre 2019 conquista la medaglia d'argento nei 10 000 metri piani ai mondiali di Doha tre mesi dopo aver battuto il record etiope dei 3000 metri piani con il tempo di 8'20"27.
Il 17 novembre 2019, a soli 21 anni, stabilisce il nuovo record mondiale dei 15km su strada con il tempo di 44'20", abbassando di quasi due minuti il precedente record stabilito da Tirunesh Dibaba nel 2009.
Il 7 ottobre 2020, con il tempo di 14'06"62, stabilisce a Valencia il nuovo record mondiale dei 5000 m piani, abbassando di quasi 5 secondi il precedente primato della connazionale Tirunesh Dibaba risalente al 2008.
L'8 giugno 2021 in occasione dei trial olimpici etiopi per selezionare gli atleti da inviare ai Giochi olimpici di Tokyo stabilisce il nuovo record mondiale dei 10000 m piani, con il tempo di 29'01"03, abbassando di quasi 6 secondi il precedente record stabilito da Sifan Hassan appena due giorni prima.
Il 7 agosto 2021 arriva terza nella finale dei 10000 m piani ai Giochi olimpici di Tokyo.
Il 24 ottobre 2021, al suo debutto nella mezza maratona, stabilisce il nuovo record mondiale nella mezza maratona con il tempo di 1h02'52", diventando la prima donna a scendere sotto i 63 minuti nella mezza maratona.
Al 2021, a soli 23 anni, la Gidey deteneva, contemporaneamente, i record del mondo nei 5000m piani, 10000m piani, 15 km e mezza maratona. Impresa mai riuscita prima a nessuna atleta.
Il 16 luglio 2022 vince la medaglia d'oro nei 10000m piani ai Campionati del mondo di atletica leggera precedendo la kenyota Hellen Obiri.
Il 4 dicembre 2022 fa il suo debutto nella maratona alla maratona di Valencia giungendo al secondo posto, con il tempo di 2h16'49", dietro la connazionale Amane Shankule (che nell'anno successivo avrebbe vinto la medaglia d'oro nella Maratona ai Mondiali di Budapest).
Il tempo stabilito dalla Gidey rappresentava in quel momento il debutto più veloce, ed il sesto tempo di sempre, nella maratona femminile.
Il 19 agosto 2023 conquista la medaglia d'argento ai 10000m piani nei Campionati del mondo di atletica leggera, preceduta dalla connazionale Gudaf Tsegay e precedendo la connazionale Ejgayehu Taye.
Il 3 settembre 2023, a Berlino, prova a stabilire nuovamente il record sui 5000m, dopo che il suo precedente record era stato battuto dalla kenyota Faith Kipyegon che aveva corso i 5000m in 14'05"20.
Tentativo non riuscito per poco più di 3 secondi, con il cronometro che si ferma a 14'08"79.
Il 5 novembre 2023 arriva seconda alla maratona di New York con il tempo di 2h27'29", preceduta, di 6 secondi, dalla kenyota Hellen Obiri.
Il 27 aprile 2024 arriva terza nei 5000m alla Shanghai/Suzhou Diamond League.
A fine maggio si sposa con il suo fidanzato, diacono della Chiesa ortodossa etiope.
Il 14 giugno si tengono i trial dei 10000m per selezionare le partecipanti alle olimpiadi per la squadra Etiope, a cui Letesenbet Gidey non partecipa.
Il 7 luglio 2024 la federazione etiope rende nota la lista degli atleti partecipanti alle Olimpiadi di Parigi 2024. Tra questi non è presente Letesenbet Gidey.
Nel febbraio del 2025 ha dato alla luce il suo primo figlio.

## Progressione

### 5000 metri piani
| Stagione | Tempo     | Luogo       | Data      | Rank. Mond. |
| -------- | --------- | ----------- | --------- | ----------- |
| 2021     | 14'56"7 m | Addis Abeba | 11-4-2021 | 47ª         |
| 2020     | 14'06"62  | Valencia    | 7-10-2020 | 1ª          |
| 2019     | 14'29"54  | Bruxelles   | 6-9-2019  | 5ª          |
| 2018     | 14'23"14  | Rabat       | 13-7-2018 | 3ª          |
| 2017     | 14'33"32  | Roma        | 8-6-2017  | 7ª          |
| 2016     | 14'45"63  | Barcellona  | 30-6-2016 | 20ª         |
| 2015     | 15'39"83  | Bottrop     | 21-6-2015 | 148ª        |
| 2014     | 16'19"30  | Addis Abeba | 14-6-2014 | 573ª        |

### 10000 metri piani
| Stagione | Tempo    | Luogo   | Data      | Rank. Mond. |
| -------- | -------- | ------- | --------- | ----------- |
| 2021     | 29'01"03 | Hengelo | 8-6-2021  | 1ª          |
| 2019     | 30'21"23 | Doha    | 28-9-2019 | 2ª          |

### 10 km
| Stagione | Tempo  | Luogo     | Data      | Rank. Mond. |
| -------- | ------ | --------- | --------- | ----------- |
| 2019     | 33'55" | Bangalore | 19-5-2019 | 279ª        |

## Palmarès
| Anno | Manifestazione    | Sede     | Evento         | Risultato | Prestazione | Note                                     |
| ---- | ----------------- | -------- | -------------- | --------- | ----------- | ---------------------------------------- |
| 2015 | Mondiali di cross | Guiyang  | Corsa U20      | Oro       | 19'48"      |                                          |
| 2015 | Mondiali U18      | Cali     | 3000 m piani   | 4ª        | 9'04"64     | Miglior prestazione personale            |
| 2017 | Mondiali di cross | Kampala  | Corsa U20      | Oro       | 18'34"      |                                          |
| 2017 | Mondiali          | Londra   | 5000 m piani   | 11ª       | 15'04"99    |                                          |
| 2019 | Mondiali di cross | Aarhus   | Corsa seniores | Bronzo    | 36'24"      |                                          |
| 2019 | Mondiali          | Doha     | 10000 m piani  | Argento   | 30'21"23    | Miglior prestazione personale            |
| 2021 | Giochi olimpici   | Tokyo    | 10000 m piani  | Bronzo    | 30'01"72    |                                          |
| 2022 | Mondiali          | Eugene   | 5000 m piani   | 5ª        | 14'47"98    |                                          |
| 2022 | Mondiali          | Eugene   | 10000 m piani  | Oro       | 30'09"04    | Miglior prestazione mondiale stagionale  |
| 2023 | Mondiali di cross | Bathurst | Corsa seniores | dq        | dq          |                                          |
| 2023 | Mondiali          | Budapest | 10000 m piani  | Argento   | 31'28"16    | Miglior prestazione personale stagionale |

## Campionati nazionali
2014
- Bronzo ai campionati etiopi (Addis Abeba), 5000 m piani - 16'19"30

2017
- Argento ai campionati etiopi (Addis Abeba), 5000 m piani - 15'13"2 m

2019
- Oro ai campionati etiopi (Addis Abeba), 10000 m piani - 32'10"2 m

2021
- Argento ai campionati etiopi (Addis Abeba), 5000 m piani - 14'56"7 m

## Altre competizioni internazionali
2016
- Oro ai FBK Games ( Hengelo), 5000 m piani - 14'58"44

2017
- Bronzo allo Shanghai Golden Grand Prix ( Shanghai), 5000 m piani - 14'36"84
- Bronzo al Golden Gala Pietro Mennea ( Roma), 5000 m piani - 14'33"32

2018
- 4ª al Doha Diamond League ( Doha), 3000 m - 8'30"96
- Bronzo al Rabat Diamond League ( Rabat), 5000 m piani - 14'23"14
- Argento al Prefontaine Classic ( Eugene), 5000 m piani - 14'30"29
- Oro alla Cinque Mulini ( San Vittore Olona) - 18'14"
- Oro al Cross de l'Acier ( Leffrinckoucke) - 25'25"

2019
- Argento alla World 10K Bangalore ( Bangalore) - 33'55"
- Bronzo al Prefontaine Classic ( Eugene), 3000 m - 8'20"27
- Argento al Memorial Van Damme ( Bruxelles), 5000 m piani - 14'29"54
- Oro alla Zevenheuvelenloop ( Nimega), 15 km - 44'20"

2020
- Oro al NN Valencia World Record Day ( Valencia), 5000 m piani - 14'06"62
- Argento all'Herculis ( Monaco), 5000 m piani - 14'26"57

2021
- Oro alla Mezza maratona di Valencia ( Valencia) - 1h02'52"
- Argento al Prefontaine Classic ( Eugene), 2 miglia - 9'06"74

2022
- Bronzo ai Bislett Games ( Oslo), 5000 m piani - 14'26"92
- Argento ai FBK Games ( Hengelo), 10000 m piani - 30'44"27
- Argento al Prefontaine Classic ( Eugene), 5000 m piani - 14'24"59
- Argento alla Maratona di Valencia ( Valencia) - 2h16'49"

2023
- Argento al Meeting de Paris ( Parigi), 5000 m piani - 14'07"94
- Oro al ISTAF Berlin ( Berlino), 5000 m piani - 14'08"79
- Argento alla Maratona di New York ( New York) - 2h27'29"

2024
- Bronzo al Shangai Diamond League ( Shangai), 5000 m piani - 14'37"13